# Dan Găureanu
Victor Dan Găureanu (15. listopadu 1967 – 20. května 2017) byl rumunský sportovní šermíř, který se specializoval na šerm šavlí. Rumunsko reprezentoval v devadesátých letech a na přelomu tisíciletí. Na olympijských hrách startoval v roce 1992 a 2000 v soutěži jednotlivců a družstev. V soutěži jednotlivců postoupil na olympijských hrách 2000 do čtvrtfinále. V roce 1999 obsadil třetí místo na mistrovství Evropy v soutěži jednotlivců. S rumunským družstvem šavlistů obsadil na olympijských hrách 1992 a 2000 čtvrté místo. V roce 1994 a 2001 vybojoval s rumunským družstvem třetí místo na mistrovství světa a v roce 1999 druhé místo na mistrovství Evropy.